# شیر دریایی ژاپنی
شیر دریایی ژاپنی (نام علمی: Zalophus japonicus) نام یک گونه از سرده فزون‌تاج است.
به نظر می‌رسد این گونه در دههٔ ۱۹۷۰ منقرض شده‌است.